# Cetonana martini
Cetonana martini là một loài nhện trong họ Trachelidae.
Loài này thuộc chi Cetonana. Cetonana martini được Eugène Simon miêu tả năm 1897.